# Can Ceret
Can Ceret és un edifici a l'extrem sud-est del terme de Sant Pere Pescador (Alt Empordà) al nucli urbà de la població amb la façana principal al carrer del Mar. Està catalogat a l'Inventari del Patrimoni Arquitectònic de Catalunya. Antiga masia originària del segle xvii amb diferents reformes i ampliacions. L'última rehabilitació es va dur a terme l'any 1997, quan va ser restaurada i habilitada per convertir-la en un hotel-restaurant. Aquesta intervenció va suposar la construcció del tercer pis.
Edifici entre mitgeres de planta rectangular, format per tres cossos adossats, amb una gran terrassa descoberta al lateral. Tota la construcció és bastida amb pedra desbastada de diverses mides, còdols i maons, lligat amb morter. Presenta la coberta a dues vessants de teula i està distribuït en planta baixa i dos pisos, amb un petit altell al centre de la teulada. Totes les obertures de la façana principal són rectangulars, inclòs el portal d'accés, i estan bastides amb carreus de pedra ben desbastats i les llindes planes. Cal exceptuar les tres finestres del segon pis, bastides amb maons. La façana sud presenta dos cossos allargats adossats, rematats amb llargues terrasses disposades a diferent nivell. Ambdós cossos tenen obertures rectangulars i d'arc rebaixat, bastides amb maons i, algunes d'elles, amb la llinda de fusta. De la planta baixa destaca la galeria d'arcs rebaixats bastits amb maons, que donen sortida a l'eixida, actualment destinada a terrassa exterior del bar. A l'interior, l'edifici principal presenta sostres coberts amb voltes de canó de maó pla, amb llunetes, i diverses portes emmarcades amb carreus de pedra. Els cossos afegits, actualment destinats als menjadors del restaurant, tenen sostres de biguetes i revoltons.